# エコナ
エコナは、花王が2009年まで製造・販売していた食用油である。“Edible Coconut Oil of NAGASE”（英語で「ナガセの食用ココナッツ油」の意）の略で、1928年に発売された業務用ヤシ油の名称に由来する。
この名前が付いた商品は花王から何種類か販売されており、1999年に発売された「健康エコナクッキングオイル」は、食用油として初めて厚生省から特定保健用食品の許可を受けたが、安全性の問題で2009年10月8日に関連商品について許可の失効届を提出した。

## 健康エコナクッキングオイル
ナタネ油や大豆油を主原料に作られた食用油である。主成分のジアシルグリセロール (DAG) は一般の食用油の主成分トリアシルグリセロール (TAG) から1分子の脂肪酸がはずれた構造をしており、オリーブオイルなどの一般油にも数パーセント含まれていた。
エコナクッキングオイルはDAGを約80パーセント含有しており、TAGと比べて小腸で吸収されたのちに油として再合成されにくい。このため、食後の血中中性脂肪が上昇しにくく、身体に蓄積する脂肪が低減されるとされていた。
同様に身体に脂肪が蓄積されにくいとして特定保健用食品の許可を受けている、日清オイリオのヘルシーリセッタは中鎖脂肪酸の作用を利用している点でエコナと異なる。
2009年9月16日に花王は、前月の食品安全委員会でエコナクッキングオイルに含まれるグリシドール脂肪酸エステルに対する暫定的健康影響評価の必要性が提案されたこと、を受けて謝罪し「発がん可能性成分が他の精製植物油より多く含まれている事態を認識配慮して」、関連製品の販売を中止・自主回収し、消費者に対する相談窓口を設置した。

## ラインナップ
★印の製品にはジアシルグリセロールを含有しなかった。

### 食用油
エコナ クッキングオイル【特定保健用食品】
食後の血中中性脂肪が上昇しにくく、体に脂肪がつきにくいとされるのが特徴。日本人間ドック学会の推奨も受けていた。
エコナ ヘルシー&ヘルシークッキングオイル【特定保健用食品】
体に脂肪がつきにくい効果とコレステロールを下げる2つの効果をもつとされた。
エコナ クッキングオイル 炒め専用【特定保健用食品】
2009年8月発売。「エコナ クッキングオイル」をベースに、食用乳化剤をプラス。これにより、油が素材を薄くむらなくコーティングし、素材への吸油量を少なく抑えたことで油っぽくなくさっぱりと仕上がった。従来発売されていた「エコナ 炒め油」の代替製品で、揚げ物には使えなかった。
エコナ 揚げ油★
衣の水分を一気に飛ばす為カラッと揚がり、使用量が半分ですむ。炒め物やサラダにも使えた。
エコナ 炒め油★
「エコナ クッキングオイル 炒め専用」へ継承。

### ソース
- エコナ ドレッシングソース
  - 和風
  - ごま
  - イタリアン
  - グレープフルーツ - 2009年2月発売
  - 胡麻と豆板醤 - 2009年2月発売
  - ねぎ塩
  - 生たまねぎのおいしさたっぷり（プレミアムタイプ）
  - すりたてごまのおいしさたっぷり（プレミアムタイプ）
  - 国産にんにくのおいしさたっぷり（プレミアムタイプ） - 2009年8月発売
- エコナ 素材にこだわったパスタソース。2009年3月で生産終了。
  - 香味野菜と完熟トマトのボロネーゼ
  - パルメザンチーズと国産卵のカルボナーラ
  - ざく切りトマトのおいしさそのままトマトソース
  - 5種の野菜のまろやかな旨み野菜クリーム
  - 手作り用ソース ボロネーゼ用
  - 手作り用ソース しょうゆ&ガーリック

### マヨネーズ
- エコナ マヨネーズタイプ【特定保健用食品】

### マーガリン
- エコナ ネオソフト - 製造販売元・雪印乳業

### ギフト用製品
ギフト用の「クッキングオイル」と「ヘルシー&ヘルシー クッキングオイル」は、酸化防止剤としてビタミンEをプラス配合した特別仕様だった。炒め物やアウトドア用途で250グラムの小ボトルも用意されていた。
エコナ オイルセット
「クッキングオイル」と「ヘルシー&ヘルシークッキングオイル」の詰め合わせ。スーパー・小売店向け（K・EO）は2タイプ、デパート向け（K・EA）では5タイプが用意されていた。
エコナ バラエティセット
「エコナ」の主要製品である「クッキングオイル」、「ヘルシー&ヘルシークッキングオイル」、「ドレッシングソース」、「マヨネーズタイプ」が全て入った詰め合わせ。「ドレッシングソース」はプレミアムタイプの「生たまねぎ」と「すりたてごま」が両方セットされていた。
エコナ ヘルシー&ヘルシークッキングオイルセット（デパート専用）
「ヘルシー&ヘルシークッキングオイル」のみのセット。
エコナ クッキングオイルセット（スーパー・小売店向け専用）
「クッキングオイル」のみのセット。
エコナ クッキングオイル&ドレッシングソースセット（デパート専用）
「クッキングオイル」と「ドレッシングソース」の詰め合わせ。「ドレッシングソース」はプレミアムタイプの「生たまねぎ」と「すりたてごま」、EY-50はさらに「和風」もセットされた。
エコナ オイル&ドレッシングソースセット（スーパー・小売店向け専用）
「クッキングオイル」と「ドレッシングソース」の詰め合わせ。「ドレッシングソース」は「和風」と「ごま」をセット。
エコナ 天ぷらセット（スーパー・小売店向け専用）
「エコナ クッキングオイル」と「エコナ 天ぷら粉」のセット。特に揚げ物が好きな方に。

### 粉
2009年9月以前販売終了。
- エコナ 天ぷら粉★ - ギフト用のセット品として継続
- エコナ カツ衣★

## 危険性

### ジアシルグリセロール
平成15年度に厚生労働省が行った厚生労働科学特別研究において、ジアシルグリセロールを与えた、がんの発生確率を高位に遺伝子を組み換えた雄の遺伝子組み換えラットの舌で、発がんプロモーション作用が示唆された。雌の遺伝子組み換えラット及び遺伝子組み替えを行っていないラットでは、発がんプロモーション作用は認められなかった。食品安全委員会は、厚生労働省から依頼を受け、食品健康影響評価の追加試験を行った。
厚生労働省では、特定保健用食品の許可にあたっての安全性の審査は妥当であり、健康上の問題はないとした。
その後、食品安全委員会の調査会で発がんプロモーション作用について審議が進められている。高濃度での試験において皮膚に対するプロモーション作用は認められるが、「適切に摂取される限りにおいては、安全性に問題ないと判断した」との中間結論の方向が2009年2月に出された。しかし、それぞれの実験報告の中で「安全」あるいはその根拠が薄く、安全であると結論する根拠は見あたらないとのコメントも提出されており、中間とりまとめ文書は最終化にいたっていない。

### グリシドール脂肪酸エステル
2009年7月に厚生労働省から、体内で発がん性物質に変わる懸念が指摘されるグリシドール脂肪酸エステルが、エコナに高濃度で含まれることが報告され、エコナの発がん性を中心に安全性が審議される。
グリシドール脂肪酸エステルの毒性や体内動態などは明確ではないが「エコナ摂取時に体内吸収されるグリシドール脂肪酸エステルが、すべて発がん性物質グリシドール（Glycidol、2,3-エポキシ-1-プロパノール）に変換されると仮定すると、健康上の危惧が無いとは言えない」とする意見が専門委員から提出された。健康上の危惧が無いと考えられる margin of exposure (MoE) 値は10000とする見解があるが、グリシドールについての動物実験の結果に加えて、グリシドール脂肪酸エステルからグリシドールへの変換が100パーセントと仮定した場合、エコナのMoE値は約250と産出され、健康上の危惧が無いと考えられるMoE値から約40倍の隔たりがある。数倍の誤差の可能性を見込んでも、食品安全委員会としてはDAG油を主たる油脂として日々摂取する国民においては、健康上の危惧が存在しないとはいえない、と指摘される。2009年12月現在で厚生労働省はグリシドール脂肪酸エステルの毒性などを検討している。
2009年9月11日に、消費者団体の主婦連合会が消費者庁、厚生労働省、花王に対し、エコナの特定保健用食品としての認可取消しや、安全性が確保されるまで一時的に販売を停止するよう求める要望書の提出を行った。
総トランス脂肪酸が他の食用油より多く、5.2%含まれる。
花王はこのような動きと、グリシドール脂肪酸エステルの安全性に対する懸念や不安を持つ声が一部の消費者からも挙がっていることを受け、9月16日、グリシドール脂肪酸エステルが一般食用油と同等レベルに低減されるまでの当分の間、「エコナ」全商品並びにジアシルグリセロールを含有するドッグフード「ヘルスラボ」全商品の販売中止並びに出荷停止、更には自主回収を決定した。同社は11月上旬を目処にグリシドール脂肪酸エステルの低減目標値までの引き下げを達成し、2010年2月の販売再開を目指すと広報を通じ表明したものの、2014年3月現在再開の目処が立っていない。

### 販売自粛後の動き
販売停止の発表を受け、花王には2009年9月17日までに2000件を超える問い合わせが殺到。
2009年9月25日、主婦連合会を初めとした消費者団体が特定保健用食品の許可取り消しを求めて緊急集会を開催、同集会に花王側も参加し、販売休止は商品を改良するための一時的な措置であると従来の主張を繰り返す。
2009年9月29日、消費者担当大臣福島瑞穂が大臣政務官の泉健太を代表としたグループ「食品SOS対応プロジェクト」で対応することを発表する。特定保健用食品認定の取り消しも含めた対応を1週間でまとめる考えを示し、10月6日に消費者庁の対策チームが花王幹部より聞き取り調査を実施した。
消費者庁の対応策がまとまる予定だった2009年10月8日に、花王が消費者庁に特定保健用食品の許可の失効届を提出して自主回収した。

### 他社製品への影響
シーチキンの一部製品（はごろもフーズ）やマーガリン類のファットスプレッド「ネオソフトEブレンド」（雪印乳業）など、他業種のメーカーからもエコナクッキングオイルを使用した製品が発売されていたが、同様に販売中止・自主回収となった。

## イメージキャラクター
- 田中圭
- 宅麻伸
- 田中実
- 清原亜希
- KELLY
- 川原亜矢子
- 檀ふみ
- 阿川佐和子